# Poczinok
Poczinok (ros. Починок) – miasto w zachodniej Rosji, centrum administracyjne rejonu poczinkowskiego w obwodzie smoleńskim. Jednocześnie Poczinok stanowi odrębną jednostkę administracyjną rejonu (osiedle miejskie).
Znajduje się tu stacja kolejowa Poczinok, położona na linii Briańsk – Smoleńsk.

## Geografia
Miejscowość położona jest 3 km od drogi federalnej R120 (Orzeł – Briańsk – Smoleńsk – Witebsk), 49 km od stolicy obwodu (Smoleńsk).

## Demografia
W 2020 r. miejscowość liczyła sobie 8269 mieszkańców.

## Osoby związane z miastem
- Aleksandr Twardowski – radziecki poeta, publicysta i dziennikarz
- El Lisickij – rosyjski malarz, grafik, architekt, typograf i fotografik
- Nikołaj Przewalski – rosyjski geograf, badacz środkowej i wschodniej Azji
- Aleksandr Maksimienkow – radziecki piłkarz i trener piłkarski (m.in. moskiewskiego Dinama i reprezentacji narodowej Jordanii)